# Sistina (nom de famille)
Pour les articles homonymes, voir Sistina.
Cette page présente le nom de famille Sistina ainsi que ses variantes.
Sistina est un nom de famille italien, extrêmement rare. 

## Origine
Il est probable que ce nom de famille Sistina puisse avoir deux origines : l’une latine, provenant de « sex » qui signifie le sixième, et l’autre grecque, provenant de sixtus qui signifie « poli » ou « lisse ». 

## Popularité
Sistina est extremement rare. Il semble qu'il soit porté par moins de 10 personnes dans 3 pays : l'Italie, les Etats-Unis et l'Indonésie ,.
Il ne semble pas avoir été porté en France.